# ميريل ستريب
ميريل ستريب (بالإنجليزية: Meryl Streep) ممثلة أمريكية، ولدت في 22 يونيو 1949 في نيو جيرسي، الولايات المتحدة. اختيرت ستريب من قبل عدة نقاد «كأعظم ممثلة حية». ورُشحت لجائزة الأوسكار 21 مرة، وفازت بها ثلاث مرات.
من بين الجوائز الأخرى، رُشحت ستريب لـ 32 جائزة غولدن غلوب، أكثر من أي شخص آخر، وفازت بثمانية.
ظهرت ستريب للمرة الأولى على المسرح في تريلاوني أوف ذا ويلز في عام 1975. في عام 1976، رُشحت لجائزة توني كأفضل ظهور لممثلة في مسرحية لدورها في مسرحية 27 عربة مليئة بالقطن وذكرى اثنين من أيام الاثنين. في عام 1977، ظهرت لأول مرة على الشاشة في الفيلم التلفزيوني الموسم الأكثر دمويةً، كما ظهرت لأول مرة في فيلم جوليا. في عام 1978، فازت بجائزة إيمي لأفضل ممثلة رئيسية بارزة - مسلسلات قصيرة أو فيلم عن دورها في المسلسل القصير المحرقة، وحصلت على أول ترشيح لجائزة الأوسكار عن دورها في صائد الغزلان. فازت ستريب بجائزة الأوسكار لأفضل ممثلة مساعدة في كرامر ضد كرامر (1979)، وفازت بجائزة الأوسكار لأفضل ممثلة في اختيار صوفي (1982) والمرأة الحديدية (2011).
رشحت ستريب لجائزة الأوسكار لأدوارها الأخرى في امرأة الملازم الفرنسي (1981)، وسيلكوود (1983)، والخروج من أافريقيا (1985)، وأيرون ويد (1987)، وملائكة الشر (1988)، وبطاقات بريدية من على الحافة (1990)، وجسور مقاطعة ماديسون (1995)، وشيء واحد صحيح (1998)، وموسيقى القلب (1999)، والتكيف (2002)، والشيطان يرتدي برادا (2006)، وشك (2008)، وجولي وجوليا (2009)، وأغسطس: مقاطعة أوساج (2013)، وفي الغابة (2014)، وفلورنس فوستر جينكينز (2016)، والبريد (2017). تشمل أدوارها المسرحية، إحياء (إعادة تقديم) منظمة المسرح العام لمسرحية النورس، وتشمل أدوارها التلفزيونية مشروعين لـ إتش بي أو، المسلسل القصير المشهور ملائكة في أمريكا (2003)، إذ فازت بأدائها فيه بجائزة الإيمي، والمسلسل الدرامي أكاذيب كبيرة صغيرة (2019).
حصلت ستريب على العديد من الجوائز الفخرية. حصلت على جائزة إنجاز الحياة إيه إف آي في عام 2004، وحفل تكريم من جمعية السينما في مركز لينكولن في عام 2008، ومركز كينيدي الثقافي في عام 2011 لمساهمتها في الثقافة الأمريكية، من خلال الفنون المسرحية. منحها الرئيس باراك أوباما الميدالية الوطنية للفنون لعام 2010، وفي عام 2014، منحها وسام الحرية الرئاسي. في عام 2003، منحتها حكومة فرنسا وسام الفنون والآداب من رتبة قائد. حصلت على جائزة سيسيل بي دوميل (غولدن غلوب) في عام 2017.

## نشأتها
ولدت ماري لويز ستريب في 22 يونيو 1949، في ساميت، نيو جيرسي.  والدتها ماري ويلكنسون ستريب (ماري وولف ويلكنسون قبل الزواج) وهي فنانة تجارية وناقدة فنية، ووالدها هاري ويليام ستريب جونيور، مدير تنفيذي في مجال الأدوية. لديها شقيقان أصغر منها: هاري ويليام ستريب الثالث ودانا ديفيد ستريب، وهما ممثلان أيضًا.
يعود أصل والد ميريل ستريب هاري إلى ألمانيا وسويسرا، إذ ينحدر من لوفينا وألمانيا، إذ هاجر جدها الثاني جوتفيرد ستريب من هناك إلى الولايات المتحدة وكان أحد أقربائها يشغل منصب العمدة هناك (غُيّر الاسم فيما بعد إلى «ستريب»). ينحدر شق آخر من أسرة والدها من جيزفيل في سويسرا. كانت والدتها من أصول إنجليزية وألمانية وأيرلندية. عاش بعض أسلاف ستريب من جهة أمها في بنسلفانيا ورود آيلاند، وكانوا من سلالة المهاجرين من إنجلترا في القرن السابع عشر. كان جدها الثامن لورنس ويلكينسون من أوائل الأوروبيين الذين استقروا في رود آيلاند. ستريب أيضًا هو ابن عمها الثاني الذي نُفي سبع مرات من قبل ويليام بين مؤسس بنسلفانيا؛ وتشير السجلات إلى أن أسرتها كانت من أوائل ملّاك الأراضي في الولاية. كان أجداد أجداد ستريب من طرف أمها، مانوس مكفادين وغريس شتراين، من مواطني منطقة هورن هيد في دانفاناغي، أيرلندا.
والدة ستريب، التي قارنتها في المظهر والأسلوب مع السيدة جودي دينش، شجعت ابنتها بقوة وعززت ثقتها بنفسها منذ الصغر. قالت ميريل عن والدتها: «كانت مرشدة حقيقية فقد كانت تقول لي: ميريل أنت رائعة، أنت رائعة وقادرة، يمكنك أن تحققي أي شيء تريدينه إذا عقدت عزمك عليه، إن تكاسلت فلن تحققيه أبدًا، لكن إن عقدت عزمك فستنالين ما تريدينه أيًا كان، وأنا صدقتها». على الرغم من أن ميريل كانت أكثر انطوائية إلا أنها كانت تلجأ إلى والدتها في بعض الأحيان وخلال فترة بلوغها طلبًا للنصيحة ولجرعة من الثقة بالنفس.
نشأت ميريل كمشيخية في باسكنج ريدج في نيو جيرسي، وارتادت مدرسة سيدار هيل الابتدائية ومدرسة أوك ستريت التي كانت مدرسة ثانوية في ذلك الوقت. في أول ظهور لها في المدرسة الثانوية، أدت دور البطولة في مسرحية مدرسية وهو دور لويز هايل في مسرحية «ذا فاميلي أبستيرز». في عام 1963، انتقلت الأسرة إلى برناردسفيل، نيو جيرسي، حيث ارتادت ميريل مدرسة برناردز الثانوية. وصفتها الكاتبة كارينا لونجورث بأنها «طفلة خرقاء ذات نظارات وشعر متطاير»، إلا أنها لاحظت أنها تحب التباهي في الأفلام العائلية المنزلية منذ صغرها. عندما كانت ميريل في سن الثانية عشر، اختيرت للغناء في إحدى الحفلات المدرسية، ما أدى بالنتيجة إلى اختيارها لتتلقى دروسًا في الأوبرا لدى إستيل ليبلينج. مع ذلك، وبالرغم من موهبتها، فقد صرحت لأنها «كانت تغني شيئًا لم تفهمه ولم تشعر به، وهذا علمها درسًا مهمًا، ألا وهو عدم القيام بذلك بل العثور على الشيء الذي تشعر به». استقالت ميريل بعد ذلك بأربعة أعوام. كان لديها العديد من الأصدقاء من المدرسة الكاثوليكية وكانت تحضر القداس بانتظام. كانت إحدى المشجعات لفريق تسلق الجبال في مدرستها الثانوية، واختيرت لتكون ملكة حفل التخرج في سنتها الأخيرة. عاشت أسرتها في أولد فورت رود.
على الرغم من أن ميريل مثلت في العديد من المسرحيات المدرسية إلا أنها لم تكن مهتمة بالمسرح، وذلك إلى أن أدت دور مس جولي في كلية فاسار في عام 1969، إذ لفتت الانتباه ضمن الحرم الجامعي بأكمله من خلال هذا الدور. أشار أستاذ الدراما في كلية فاسار كلينتون جيه أتكينسون: «لا أعتقد أن ميريل تلقت أي دروس في التمثيل، لقد درست نفسها حقًا». أظهرت ميريل قدرة مبكرة على تقليد اللهجات وحفظ أدوارها بسرعة. تلقت شهادة البكالوريوس في الآداب بدرجة امتياز من الكلية عام 1971، وذلك قبل التقدم لنيل شهادة الماجستير في الفنون الجميلة من جامعة ييل للدراما. في ييل، استكملت دفع رسوم الجامعة من خلال العمل كنادلة ومن خلال الكتابة، وظهرت في أكثر من اثني عشر إنتاجًا مسرحيًا سنويًا، لدرجة أنها أصبحت مرهقة، وعلى وشك الإصابة بالقرحة. فكرت في ترك مهنة التمثيل والانتقال لدراسة القانون. أدت ميريل العديد من الأدوار المسرحية، من هيليلنا في مسرحية حلم ليلة صيف، إلى دور امرأة تبلغ من العمر 80 عامًا ومقعدة في كرسي متحرك في مسرحية ألفها كريستوفر دورانغ ألبيرت إناوراتو، الكاتبان المسرحيان اللذان لم يكونا معروفين في ذلك الوقت. كانت طالبة لدى مصممة الرقص كارمن دي لافالادي، التي قدمتها في مركز كينيدي الثقافي عام 2017. آخر معلميها كان روبرت لويس، وهو أحد مؤسسي إستوديو الممثلين. رفضت ميريل بعض تمارين التمثيل التي طُلب منها تأديتها، مشيرةً إلى أن الأساتذة كانوا يتدخلون في الحياة الشخصية بطريقة تجدها بغيضة. نالت الماجستير في الفنون الجميلة من جامعة ييل بحلول عام 1975. ارتادت ميريل كلية دارتموث أيضًا كطالبة زائرة، وذلك في خريف عام 1970، ونالت درجة الدكتوراه الفخرية في الآداب من الكلية في عام 1981.

## قائمة الأعمال

### الأفلام
- (1977) جوليا
- (1978) صائد الغزلان[41]
- (1979) كرامر ضد كرامر[42]
- (1979) مانهاتن[43]
- (1982) اختيار صوفي[44]
- (1983) سيلكوود
- (1985) الخروج من إفريقيا[45][46][47]
- (1992) الموت أصبح هي
- (1994) النهر البري

- (1996) غرفة مارفن[49]
- (2001) الذكاء الاصطناعي[50][51][52]
- (2002) التكيف[53]
- (2002) الساعات[54]
- (2004) سلسلة من الأحداث المأساوية[55]
- (2005) برايم[56]
- (2006) الشيطان يرتدي برادا[57]
- (2006) الولد المشاكس[58]
- (2006) شريك في بيت ريفي[59]
- (2007) أسود وحملان[60]
- (2007) ترحيل[61]
- (2008) مطلوب ومرغوب
- (2008) شك
- (2008) ماما ميا![62][63][64][65]
- (2009) السيد فوكس الرائع
- (2009) جولي وجوليا[66][67]
- (2011) المرأة الحديدية[68]
- (2013) مقاطعة أوساج[69][70]
- (2014) المعطي
- (2014) رجل المنزل[71]
- (2014) في الغابة
- (2015) ريكي والوميض[72][73]
- (2015) سافرجت[73][74][75]
- (2016) فلورنس فوستر جينكينز[76][77]
- (2017) ذا بوست
- (2018) عودة ماري بوبينز[78][79]
- (2018) ماما ميا! لنذهب مرة أخرى[80][81]
- (2019) نساء صغيرات

### المسلسلات
- أكاذيب كبيرة صغيرة

## الجوائز والترشيحات
تعد الممثلة الأكثر ترشيحا في تاريخ جوائز الأوسكار بـ 21 ترشيحاً، منها 17 ترشيحا لجائزة الأوسكار لأفضل ممثلة، وأربع ترشيحات لجائزة الأوسكار لأفضل ممثلة مساعدة. كان أول ترشيح لها للجائزة في عام 1979 عن دورها في فيلم صائد الغزلان.
فازت ستريب بثلاث جوائز من تلك الترشيحات. الأولى جائزة أفضل ممثلة ثانوية عام 1980 عن دورها في فيلم كرامر ضد كرامر. والثانية جائزة أفضل ممثلة رئيسية عام 1983 عن دورها في فيلم اختيار صوفي. والثالثة جائزة أفضل ممثلة رئيسية عام 2012 عن دورها في فيلم المرأة الحديدية. كما ترشحت لخمسة عشرين جائزة غولدن غلوب فازت بثمانية منها. وبهذا تعتبر الأولى بعدد الترشيحات لهاتين الجائزتين.

### قائمة الترشيحات لجائزة الأوسكار
| العام | العمل المرشح           | اسم الشخصية          | الفئة             | النتيجة | الفائز                             |
| ----- | ---------------------- | -------------------- | ----------------- | ------- | ---------------------------------- |
| 1979  | صائد الغزلان           | ليندا                | افضل ممثلة مساعدة | رُشِّح     | ماغي سميث (جناح كاليفورنيا)        |
| 1980  | كرامر ضد كرامر         | جوانا كرامر          | افضل ممثلة مساعدة | فوز     | —                                  |
| 1982  | امرأة الملازم الفرنسي  | سارة/آنا             | افضل ممثلة        | رُشِّح     | كاثرين هيبورن (على البركة الذهبية) |
| 1983  | اختيار صوفي            | "صوفي زاواتاوسكي"    | افضل ممثلة        | فوز     | —                                  |
| 1984  | سيلكوود                | كارين سيلكوود        | افضل ممثلة        | رُشِّح     | شيرلي ماكلاين (شروط التحبب)        |
| 1986  | الخروج من افريقيا      | كارين بيلكسين        | افضل ممثلة        | رُشِّح     | جيرالدين بيج (رحلة إلى الوفيرة)    |
| 1988  | العشب الحديدي          | هيلين ارتشر          | افضل ممثلة        | رُشِّح     | شير (ضربة قمر)                     |
| 1898  | البكاء في الظلام[A]    | ليندي تشامبرلاين     | افضل ممثلة        | رُشِّح     | جودي فوستر (المتهم)                |
| 1991  | بطاقة بريدية من الحافة | سوزان فايل           | افضل ممثلة        | رُشِّح     | كاثي بيتس (البؤس)                  |
| 1996  | جسور مقاطعة ماديسون    | فرانشيسكا جونسون     | افضل ممثلة        | رُشِّح     | سوزان سوراندون (الميت الذي يمشي)   |
| 1999  | شيء واحد صحيح          | كايت جولدن           | افضل ممثلة        | رُشِّح     | جوينيث بالترو (شيكسبير عاشقا)      |
| 2000  | موسيقى القلب           | روبيرتا جاسباري      | افضل ممثلة        | رُشِّح     | هيلاري سوانك (الصبيان لا يبكون)    |
| 2002  | اقتباس                 | سوزان اورلين         | أفضل ممثلة مساعدة | رُشِّح     | كاثرين زيتا جونز (شيكاغو)          |
| 2007  | الشيطان يرتدي برادا    | ميراندا بريسلي       | أفضل ممثلة        | رُشِّح     | هيلين ميرين (الملكة)               |
| 2009  | شك                     | الاخت الوشيوس بويفير | أفضل ممثلة        | رُشِّح     | كايت وينسليت (القارئ)              |
| 2010  | جولي وجوليا            | جوليا تشايلد         | أفضل ممثلة        | رُشِّح     | ساندرا بولوك (البعد الاخر)         |
| 2012  | المرأة الحديدية        | مارجريت ثاتشر        | أفضل ممثلة        | فوز     | —                                  |
| 2014  | اغسطس: مقاطعة اوساج    | فيوليت ويستون        | أفضل ممثلة        | رُشِّح     | كيت بلانشيت (ياسمين ازرق)          |
| 2015  | في الغابه              | الساحرة              | أفضل ممثلة مساعدة | رُشِّح     | باتريشيا أركيت (صبا)               |
| 2016  | فلورنس فوستر جينكينز   | فلورنس فوستر         | أفضل ممثلة        | رُشِّح     | إيما ستون (لا لا لاند)             |

## روابط خارجية
- ميريل ستريب على موقع IMDb (الإنجليزية)
- ميريل ستريب على موقع ميتاكريتيك (الإنجليزية)
- ميريل ستريب على موقع الموسوعة البريطانية (الإنجليزية)
- ميريل ستريب على موقع روتن توميتوز (الإنجليزية)
- ميريل ستريب على موقع مونزينجر (الألمانية)
- ميريل ستريب على موقع قاعدة بيانات الأفلام العربية
- ميريل ستريب على موقع ألو سيني (الفرنسية)
- ميريل ستريب على موقع ميوزك برينز (الإنجليزية)
- ميريل ستريب على موقع تيرنر كلاسيك موفيز (الإنجليزية)
- ميريل ستريب على موقع أول موفي (الإنجليزية)